# Bingham Baring, 2. Baron Ashburton

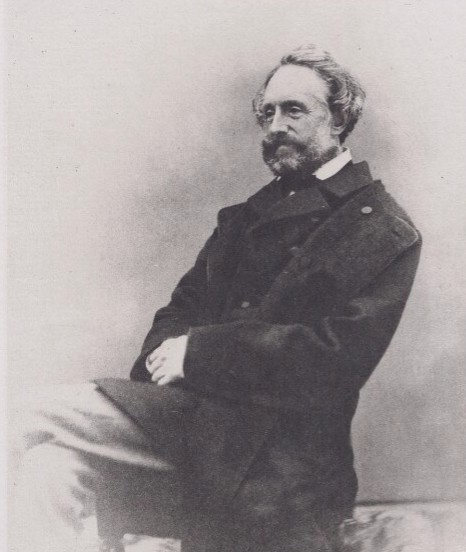
Bingham Baring um 1859

William Bingham Baring, 2. Baron Ashburton PC FRS (* Juni 1799; † 23. März 1864 in The Grange, Northington, Hertfordshire, England) war ein britischer Politiker der konservativen Tories sowie zuletzt der Conservative Party, der zwischen 1826 und 1848 mit Unterbrechungen Mitglied des House of Commons war und von 1845 bis 1846 das Amt des Paymaster General bekleidete. 1848 erbte er den Titel als 2. Baron Ashburton und gehörte dadurch bis zu seinem Tod dem House of Lords als Mitglied an. Darüber hinaus war er von 1860 bis 1862 Präsident der Royal Geographical Society.

## Biografie

### Familiäre Herkunft und Herkunft
Baring stammte aus der Baring-Familie. Er war der älteste Sohn von Alexander Baring, 1. Baron Ashburton, der zwischen 1806 und 1835 ebenfalls Abgeordneter des Unterhauses sowie zwischen 1834 und 1835 Handelsminister (President of the Board of Trade) und zugleich Leiter der Münzprägeanstalt (Master of the Royal Mint) war sowie 1835 als 1. Baron Ashburton, of Ashburton in the County of Devon in den erblichen Adelsstand (Hereditary Peerage) erhoben wurde und dadurch Mitglied des Oberhauses wurde, sowie dessen Ehefrau Anne Louise Bingham, eine Tochter des US-amerikanischen Politikers William Bingham, der unter anderem Delegierter des Kontinentalkongresses, zwischen 1795 und 1801 US-Senator für Pennsylvania sowie 1797 Präsident pro tempore des Senats des 4. US-Kongresses und einer der reichsten Männer der USA jener Zeit war.
Er selbst absolvierte nach dem Schulbesuch ein Studium im Fach Klassische Philologie am Oriel College der University of Oxford, das er 1821 mit einem Bachelor of Arts abschloss.

### Unterhausabgeordneter und Paymaster General
Baring begann seine politische Laufbahn, als er am 12. Juni 1826 als Kandidat der konservativen Tories erstmals zum Mitglied des House of Lords gewählt wurde und zunächst bis zum 2. August 1830 den Wahlkreis Thetford vertrat sowie anschließend vom 31. Juli 1830 bis zum 2. Mai 1831 den Wahlkreis Callington. Nachdem er knapp 18 Monate nicht dem Unterhaus angehörte, wurde er am 10. Dezember 1832 wieder zum Mitglied des House of Commons gewählt und vertrat anfangs den Wahlkreis Winchester sowie im Anschluss vom 24. Juli 1837 bis zum 29. Juni 1841 den Wahlkreis Staffordshire, ehe er zuletzt zwischen dem 29. Juni 1841 und dem 12. Mai 1848 erneut den Wahlkreis Thetford vertrat.
Sein erstes Regierungsamt übernahm Baring in der zweiten Regierung von Premierminister Robert Peel im August 1841, als er Sekretär des Board of Control wurde, der für die Aufsicht über die Britische Ostindien-Kompanie zuständigen Behörde, aus der 1858 das Ministerium für Indien wurde. Dieses Amt bekleidete er bis zum 1. März 1845 und war danach als Nachfolger von Edward Knatchbull bis Februar 1846 Generalzahlmeister der Streitkräfte (Paymaster-General of the Forces) sowie zugleich Schatzmeister der Marine (Treasurer of the Navy). Zugleich wurde er am 30. Juni 1845 zum Mitglied des Privy Council (PC) berufen.

### Oberhausmitglied und sonstiges Engagement
Nach dem Tode seines Vaters erbte er am 12. Mai 1848 den Titel als 2. Baron Ashburton und war somit bis zu seinem Tod auch Mitglied des House of Lords. 
Daneben engagierte er sich von 1850 bis zu seinem Tod 1864 als Treuhänder der National Gallery, von 1852 bis 1855 als Präsident der Royal Asiatic Society sowie 1853 auch als Präsident der Royal Agricultural Society. Am 29. April 1854 wurde Baring, der auch Kommandeur der französischen Ehrenlegion war, Fellow der Royal Society. Darüber hinaus fungierte er von 1860 bis 1862 auch als Präsident der Royal Geographic Society.

### Ehen und Nachkommen

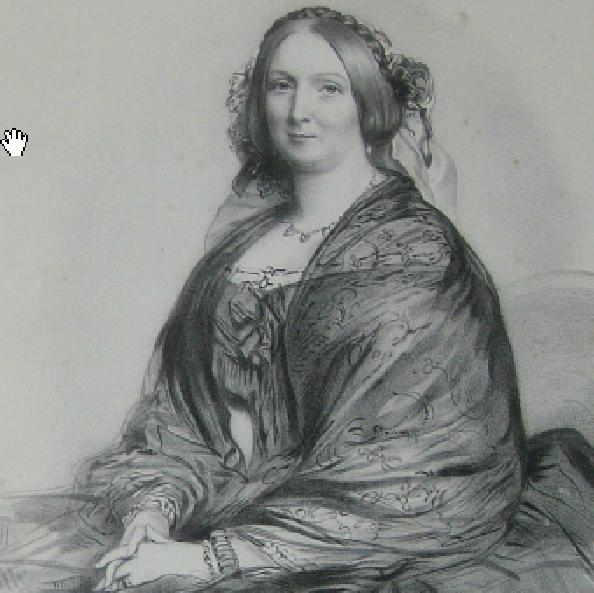
Harriet Mary Montagu, die erste Ehefrau von Bingham Baring, 2. Baron Ashburton

Bei seinem Tod am 23. März 1864 hinterließ Baron Ashburton ein Vermögen von 180.000 Pfund Sterling.
Er war zwei Mal verheiratet. Aus seiner am 12. April 1823 geschlossenen ersten Ehe mit Harriet Mary Montagu, einer Tochter von George Montagu, 6. Earl of Sandwich und dessen Ehefrau Louisa Montagu, Countess of Sandwich, ging sein einziger Sohn Alexander Montagu Baring hervor, der allerdings bereits am 5. Februar 1830 im Alter von nur 14 Monaten verstarb.
Nach dem Tod seiner ersten Ehefrau am 4. Mai 1857 heiratete Baron Ashburton am 17. November 1858 in zweiter Ehe Louisa Caroline Mackenzie, eine Tochter des ehemaligen Unterhausabgeordneten, Gouverneurs von Ceylon und Hochkommissar der Ionischen Inseln, James Alexander Stewart-Mackenzie, und dessen Ehefrau Mary Frederica Elizabeth Mackenzie, einer Tochter von Generalleutnant Francis Mackenzie, 1. Baron Seaforth. Aus dieser Ehe ging seine Tochter Mary Florence Baring hervor, die mit William Compton, 5. Marquess of Northampton verheiratet war.
Da Baron Ashburton somit zum Zeitpunkt seines Todes ohne männlichen Nachkommen verstarb, erbte sein jüngerer Bruder, der ehemalige Unterhausabgeordnete Francis Baring, den Titel als 3. Baron Ashburton und damit die Mitgliedschaft im House of Lords.